# АТП челенџер турнир Гуангџоу
АТП челенџер турнир Гуангџоу касније назван  China International Guangzhou је тениски турнир који се игра у Гуангџоуу, Кина од 2008. године. Турнир је део светског такмичења АТП челенџер серије, а од 2011. АТП челенџер тура. Турнир се игра на тврдој подлози.

## Протекла финала

### Мушкарци појединачно
| Година | Победник          | Финалист              | Резултат           |
| ------ | ----------------- | --------------------- | ------------------ |
| 2015.  | Kimmer Coppejans  | Roberto Marcora       | 7–6(8–6), 5–7, 6–1 |
| 2014.  | Блаж Рола         | Јуичи Сугита          | 6–7(4–7), 6–4, 6–3 |
| 2011.  | Uladzimir Ignatik | Александар Кудрјавцев | 6–4, 6–4           |
| 2008.  | Бјерн Ренквист    | Данај Удомчоке        | 2–6, 7–6(7–4), 6–2 |

### Мушки парови
| Година | Победник                                       | Финалист                            | Резултат         |
| ------ | ---------------------------------------------- | ----------------------------------- | ---------------- |
| 2015.  | Данијел Муњоз де ла Нава Олександар Недовјесов | Fabrice Martin Пурав Раџа           | 6–2, 7–5         |
| 2014.  | Санчај Ративатана Сончат Ративатана            | Lee Hsin-han Амир Вајнтрауб         | 6–2, 6–4         |
| 2011.  | Михаил Елгин Александар Кудрјавцев             | Санчај Ративатана Сончат Ративатана | 7–6(7–3), 6–3    |
| 2008.  | Yu Xinyuan Zeng Shaoxuan                       | Филип Кинг Данај Удомчоке           | 1–6, 6–3, [10–5] |